# Aphobetus nana
Aphobetus nana är en stekelart som först beskrevs av Boucek 1988.  Aphobetus nana ingår i släktet Aphobetus och familjen puppglanssteklar. Inga underarter finns listade i Catalogue of Life.